# ボン岬沖海戦
ボン岬沖海戦（ボンみさきおきかいせん、英: Battle of Cape Bon, 伊: Battaglia di Capo Bon）は、第二次世界大戦中の地中海攻防戦において、1941年（昭和16年）12月13日にチュニジア・ボン岬半島沖合の地中海で発生した、イギリス海軍とイタリア海軍との海戦（夜戦）。

## 背景
1941年（昭和16年）になると、イギリス連邦諸国軍を中心とした連合国軍と、ドイツ陸軍とイタリア陸軍から成る枢軸国軍は、北アフリカで攻防戦を繰り広げていた。
枢軸国軍の補給部隊（輸送船団）の護衛は、イタリア王立海軍であった。枢軸側補給部隊はイタリア本土から地中海を南下し、リビアのトリポリやベンガジなどに向かう。しかし途中のマルタ島にはイギリス軍の航空基地と海軍基地があり、ここを拠点にイギリス空軍・潜水艦部隊・小規模水上部隊が活動していた。
11月8日深夜には、イギリス海軍のK部隊（Force K）によりデュースブルク船団が全滅した。イタリア本土と北アフリカを結ぶ枢軸国補給ルートは、マルタを大きく迂回せねばならなかった。イギリス軍各部隊の活動により、北アフリカ戦線への枢軸側の補給は滞る一方だった。
11月18日、イギリス陸軍はクルセーダー作戦を発動した。エルヴィン・ロンメル将軍のドイツアフリカ軍団は反撃して幾つかの戦闘で勝利したが、補給不足のため損害を補填できず、物資の欠乏に苦しんだ。これに対しイギリス軍は補給を受けて戦力を回復し、疲弊したドイツアフリカ軍団は後退を余儀なくされた。ロンメル将軍が戦車を活用して機動戦を試みても、燃料が無くては話にならない。だが低速の輸送船団ではイギリス海軍の水雷戦隊（K部隊、B部隊）に太刀打ちできず、イタリア海軍は巡洋艦や潜水艦を活用して北アフリカ戦線への補給を試みた。軽巡洋艦はガソリン入りのドラム缶を満載し、甲板にも積み込んだ。
12月、第6戦隊所属の軽巡洋艦ルイージ・カドルナ (Luigi Cadorna) によるターラントとベンガジ間の強行輸送が行われ、成功した。そこで次は第4戦隊司令官アントニーノ・トスカーノ少将の指揮の下、軽巡洋艦アルベルコ・ダ・バルビアーノ（第6戦隊所属）、アルベルト・ディ・ジュッサーノ（第4戦隊所属）、によるガソリン輸送が行われることになった。軽巡ジョヴァンニ・デレ・バンデ・ネーレ (Giovanni delle Bande Nere) も輸送作戦に加わっていたという。

## 経過
イタリア軽巡部隊は12月9日17時20分にシチリア島のパレルモを出港したが、ソードフィッシュ (Fairey Swordfish) などの攻撃により任務を断念して引き返した。さらに軽巡ジョヴァンニ・デレ・バンデ・ネーレ (Giovanni delle Bande Nere) は機関故障のため出撃不能となる。12月12日18時、イタリア軽巡アルベルコ・ダ・バルビアーノ (Alberico da Barbiano) とアルベルト・ディ・ジュッサーノ (Alberto di Giussano) は再び出港し、トリポリへと向かった。護衛として、スピカ級水雷艇のチーニョが同行する。イタリア軽巡洋艦2隻は、航空燃料などの補給物資を搭載していた。さらに「敵の偵察機に発見されたら、直ちに引き返せ」と厳命されていた。
このイタリア軍の動きはイギリス軍も察知した。マルタにはK部隊が存在していたが、マルタに十分な燃料がなかったこともあり、K部隊ではなく地中海を東に向かっていた連合国軍駆逐艦4隻がイタリア巡洋艦の迎撃に差し向けられた。連合国軍駆逐艦の編成は、イギリス海軍のシーク (HMS Sikh, F82) 、マオリ (HMS Maori) 、リージョン (HMS Legion, G74) 、オランダ海軍のイサーク・スウェールズ (Hr.Ms. Isaac Sweers) であった。4隻はH部隊 (Force H) から地中海艦隊への転属のため、ジブラルタルからアレクサンドリアへ向かっているところであった。シーク艦長（ストークス中佐）がこれを率いていた。
連合軍駆逐艦4隻は機雷原を避けるためにフランス領海内を航行し、12月13日午前3時過ぎにボン岬を回った。すでにイタリア空軍機に発見されており、また英空軍のウェリントン (Vickers Wellington) 爆撃機から「イタリア軽巡2隻がトリポリに向けて南下中」との情報も得た。一方、イタリア艦隊は英軍双発爆撃機に発見されたことを司令部に報告したところ、反転退避とパレルモへの帰投を命じられた。翌朝までにイタリア空軍の行動圏に入るための行動だったが、逆にイギリス駆逐艦に追いつかれることになった。
イタリア艦隊は軽巡アルベルコ・ダ・バルビアーノ（旗艦）、軽巡アルベルト・ディ・ギュッサーノ、水雷艇チーニョの順番で単縦陣を形成し、シチリア島にむけて北上していた。イギリス駆逐艦部隊はレーダーを装備しており、北アフリカ大陸沿いを航行してイタリア艦隊を待ち構えた。敵艦隊を発見しても砲撃をおこなわず、まず魚雷で先制攻撃をおこなう。3時23分、英駆逐艦シークが先頭を行く伊軽巡バルビアーノに向けて魚雷4本を発射した。うち2本が命中した。さらにリージョンが2本の魚雷をバルビアーノに対して発射し1本が命中。バルビアーノは沈没した。また駆逐艦はイタリア巡洋艦に対して砲撃も行った。マオリも2本の魚雷を発射し、バルビアーノに1本を命中させたとしている。
もう1隻の伊巡洋艦アルベルト・ディ・ジュッサーノも反撃をおこなったが、英駆逐艦に命中弾を与える前に被弾して炎上した。英駆逐艦リージョンが魚雷6本を発射し、3時27分に1本が命中した。ジュッサーノは間もなく沈没した。伊軽巡2隻の後方にいた伊水雷艇チーニョは砲撃と雷撃で応戦したが、イギリス駆逐艦部隊に被害はなかった。蘭駆逐艦イサーク・スウェールズがチーニョに対して砲雷撃を行ったがともに命中しなかった。チーニョは伊軽巡2隻の生存者を救助しようとしたが、英軍機の空襲で断念した。イタリア艦隊はトスカーナ少将を含めて多数の戦死者を出した。

## 結果と影響
本海戦により、マルタを拠点に行動するイギリス軍の脅威と、枢軸側シーレーンの脆弱性が改めて浮き彫りとなった。イタリア海軍は新鋭戦艦2隻も船団護衛に投入し、12月中旬の第1次シルテ湾海戦で勝利して北アフリカ戦線への補給に成功した。地中海戦線や北アフリカ戦線は頻繁に攻守が交替し、時期によっては枢軸国側が優勢になる。枢軸側は「マルタを占領してシーレーンの安全性を確保しない限り、地中海戦線と北アフリカ戦線に勝利できない」と悟った。そこで空挺部隊によるマルタ占領作戦ヘラクレス（イタリア側はC3作戦と呼称）を準備した。